# الإمبراطورة غو-ساكوراماتشي
الإمبراطورة غو-ساكوراماتشي (باليابانية: 後桜町天皇 غو-ساكوراماتشي تينو) (23 سبتمبر 1740 - 24 ديسمبر 1813) كانت الإمبراطورة السابعة عشر بعد المائة في اليابان وفقا للترتيب الأباطرة. امتدت فترة حكم الإمبراطورة غو-ساكوراماتشي في الفترة بين عامي 1762 و1771.